# Carlo Niestädt
Carlo Niestädt oder Carlo Niestaedt (* 4. April 1963 in Berlin) ist ein ehemaliger deutscher Leichtathlet, der für die DDR antrat.

## Sportliche Karriere
Carlo Niestädt begann beim AdW Berlin-Buch und wechselte dann zum TSC Berlin. Beri den Hallenmeisterschaften 1983 gewann Niestädt den Titel im 400-Meter-Lauf. Seine persönliche Bestleistung von 46,07 Sekunden lief er am 2. Juni 1984 in Erfurt.
Carlo Niestädt trat von 1985 bis 1987 fünfmal im Nationaltrikot an. Bei den Europameisterschaften 1986 in Stuttgart lief die 4-mal-400-Meter-Staffel mit Frank Möller, Carlo Niestädt, Thomas Schönlebe und Mathias Schersing auf den sechsten Platz. 1987 siegte die Staffel mit Jens Carlowitz, Niestädt, Schersing und Schönlebe im Europacup.